# هرمان الدنبرگ
هرمان اُلدنبرگ(به آلمانی: Hermann Oldenberg)(زادهٔ ۱۸۵۴- مرگ ۱۹۲۰) هندشناس آلمانی و استاد دانشگاه‌های کیل و گوتتینگن بود.
پژوهش او دربارهٔ بوداگرایی که از روی متن‌های زبان پالی به نام بودا: زندگی، آموزه‌ها، سفارش‌ها  چاپ‌شده‌است هنوز هم شناخته شده و مورد پسند است. او به دستیاری تی‌دبلیو روس داویدس او ویرایش و برگردان سه جلد از متن‌های وینایا را به انجام رسانید. همچنین دو جلد از گرهیاسوتراها و دوجلد از سروده‌های ودا را خود ترجمه نمود. همچنین در کار سترگ کتاب‌های مقدس شرقی به ماکس مولر یاری‌رساند. او با اثر خود دیباچه  که به سال ۱۸۸۸ آن را به پایان برد کاری پایه‌ای در زمینهٔ زبان‌شناسی ریگ‌ودا انجام‌داد.

## اثرها
- سروده‌های ریگ‌ودا[۳]
- آیین ودایی[۴]
- سروده‌های ودایی[۵]
- بودا: زندگی، آموزه‌ها، سفارش‌ها